# 安生悠璃菜
安生 悠璃菜（あんじょう ゆりな、2007年7月19日 - ）は、日本の子役。オスカープロモーション所属。

## 出演

### テレビドラマ
- SUMMER NUDE 第1話（2013年7月、フジテレビ） - 千代原夏希（幼少） 役
- 金曜プレステージ 山村美紗サスペンス「黒の滑走路3」（フジテレビ） - 山川公之の娘 役
- 相棒 Season 12 最終話（2014年3月、テレビ朝日） - 久保寺みな役
- 土曜ワイド劇場 人類学者・岬久美子の殺人鑑定5（2014年11月、テレビ朝日） - 小野寺さくら（幼少） 役
- 月曜ゴールデン 制服捜査2（2016年2月、TBSテレビ） - 大月亜矢香 役
- スペシャルドラマ 日本のヴァイオリン王 鈴木政吉物語（2016年2月、フジテレビ） - 鈴木はな（幼少） 役
- 動物戦隊ジュウオウジャー 第10話「最も危険なゲーム」（2016年4月、テレビ朝日） - 少女ゆりな 役
- ドクターカー 第9話「美しき先輩女医の謎」（2016年6月、日本テレビ） - 少女まな 役
- 快盗戦隊ルパンレンジャーVS警察戦隊パトレンジャー 第7話「いつも助けられて」（2018年3月、テレビ朝日） - 同級生 役

### バラエティ
- モジーズ＆you（2012年、BSフジ）
- beポンキッキーズ エンディング（2013年、BSフジ）
- beポン時計（2013年4月、BSフジ）
- おとうさんといっしょ（2013年4月、NHK-BS）

### その他
- フィギュアスケートグランプリシリーズ2016オープニング（フジテレビ）
- 港区おじさん MINATOシティハーフマラソン 麗子役（東京カレンダー）

### 映画
- 「少女と、女」[1] - 朝倉曜子（幼少期） 役
- きゃりーぱみゅぱみゅ（シネマJOHN） - 孫娘 鈴木梨花 役

### CM
- AEON 浴衣 日本を歌おう（2012年）
- セガトイズ「いらっしゃいませ! ジャムおじさんのやきたてパン工場」[2] （2012年 - ）
- BIGLOBE「サッカー」篇[3][4] （2013年）
- 八景島シーパラダイス「夏はシーパラ」（2013年）
- DeAGOSTINI「週刊ロビ」PV（2013年 - ）
- ワーナー・マイカル・シネマズ「キッズ時計ショートムービーIN台湾」（2013年）
- 吉本興業「Summer Smile School 笑楽校」WEBCM（2013年）
- 第一生命
  - 「安心の絆 家族の成長」篇（2013年 - ）
  - 「安心の絆を世界の国々へ」篇（2013年 - ）
- T&K TOKA「UVインキ Episode 1」（2013年 - ）
- ミツカン お寿司でハロウィン「お寿司はいかが」篇（2013年・2014年）
- ケンタッキー・フライド・チキン「2013クリスマスキャンペーン」（2013年）
- ファンケル「無添加スキンケア」（2013年 - ）
- 東急不動産「ブランズシティ」（2013年 - ）
- ジュエリーかまた「再会」篇（2014年 - ）
- 日産自動車 セレナ「ぶつからない子ども」篇（2014年）
- 日本マクドナルド アボカドバーガー「アボカドマップ」篇（2014年）
- T&K TOKA「パウダーレスインキ Episode 2」（2014年 - ）
- 全日本空輸「ANA制服リニューアル」（2014年 - ）
- NEC「新生Lavie」（2015年 - ）
- 日本コカ・コーラ 爽健美茶「ペコらくボトル」篇（2015年 - ）
- ココスジャパン「ドラえもんまつりキャンペーン」（2015年）
- NTTドコモ d-キッズ「おもしろ九九だいさくせん」篇（2015年 - ）
- バンダイ ヒミツのここたま「ハウスシリーズ」（2015年 - ）
- 第一生命「安心の最高峰を地域へ世界へ」篇（2016年 - ）
- クラシエフーズ たのしいケーキやさん「くるくるキラキラ」篇（2017年 - ）
- ベネッセコーポレーション 進研ゼミ中学準備講座「さかのぼり機能」篇（2018年 - ）
- 全日本空輸「すべての人に優しい空を♪」篇（2019年 - ）
- 全日本空輸「すべての人に優しい空を♪ 海の向こうで」篇（2019年 - ）

### 舞台
- 北島三郎最終公演（2014年9月、明治座） - 国定忠治の娘・お千代（幼少期） 役
- 蜷川幸雄芸術監督 元禄港歌-千年の恋の森-（2016年1月、東京：シアターコクーン/2月、大阪：シアターBRAVA）
- 蓬莱竜太作 まほろば（2019年４月東京：東京芸術劇場/、大阪：梅田芸術劇場）マオ役

### イベント
- ペアレンティングアワード授賞式（2012年11月29日）
- beポンキッキーズ 40周年記念前夜祭コンサート（2012年12月28日）
- 鈴木蘭々25周年ライブ「ファイト」（2013年12月8日）
- 「Marunouchi Bright Christmas 2015 」羽生君のスケートリンク除幕式（2015年11月12日）
- 関西コレクション 2018 SPRING & SUMMER (2018年3月21日)

### スチール・その他
- バンダイ アンパンマンキッズコレクション
- ベネッセ
  - こどもちゃれんじ（DVD、DM、WEB広告）
  - すっく（カタログ、WEB広告）
- フェリシモ（カタログ、WEB広告）
- 世界文化社
  - 清水玲子のザ・運動会（カタログ）
  - ワンダーランド
- ハグマグ主催 第11回キッズスタジオフォトコンテスト入賞[5]
- ナルミヤ インターナショナル mezzo piano 25th 「SWEET ANGEL CONTEST 」準グランプリ
- NISSAN80周年 セレナ
- SUZUKI スペーシア
- マックハウス Rich Mix